# Пікоплано темний
Пікопла́но темний (Rhynchocyclus pacificus) — вид горобцеподібних птахів родини тиранових (Tyrannidae). Мешкає в Колумбії і Еквадорі. Раніше вважався підвидом панамського пікоплано.

## Поширення і екологія
Темні пікоплано мешкають на заході Колумбії та на північному заході Еквадору (від Есмеральдаса на південь до південної Пічинчи). Вони живуть в підліску вологих рівнинних тропічних лісів. Зустрічаються на висоті до 1100 м над рівнем моря.